# Coiffy-le-Haut
Coiffy-le-Haut är en kommun i departementet Haute-Marne i regionen Grand Est (tidigare regionen Champagne-Ardenne) i nordöstra Frankrike. Kommunen ligger i kantonen Bourbonne-les-Bains som tillhör arrondissementet Langres. År 2022 hade Coiffy-le-Haut 105 invånare.

## Befolkningsutveckling
Antalet invånare i kommunen Coiffy-le-Haut
| Referens: INSEE |